# 스기타 아미
스기타 아미(일본어: 杉田 亜未, 1992년 3월 14일 ~ )는 일본의 여자 축구 선수이다.

## 국가대표팀 경력
그녀는 2014년 AFC 여자 아시안컵에 참가할 일본 국가대표팀에 발탁되었으며, 5월 18일 요르단와의 경기에서 데뷔했다. 2014년 아시안컵 우승. 2015년 EAFF 여자 동아시안컵, 2022년 EAFF E-1 풋볼 챔피언십에도 출전했다. 그녀는 2022년까지 국제 A매치 통산 8경기에 출전, 2득점을 넣었다.

## 통계
| 일본 | 일본 | 일본 |
| 연도 | 출전 | 득점 |
| ---- | ---- | ---- |
| 2014 | 1    | 0    |
| 2015 | 3    | 2    |
| 2016 | 1    | 0    |
| 2017 | 1    | 0    |
| 2018 | 0    | 0    |
| 2019 | 0    | 0    |
| 2020 | 0    | 0    |
| 2021 | 0    | 0    |
| 2022 | 2    | 0    |
| 통산 | 8    | 2    |